# Cyphomyia geniculata
Cyphomyia geniculata är en tvåvingeart som beskrevs av Gerstaecker 1857. Cyphomyia geniculata ingår i släktet Cyphomyia och familjen vapenflugor.
Artens utbredningsområde är Colombia. Inga underarter finns listade i Catalogue of Life.